# Chariot (Petula Clark)
Chariot è una canzone registrata da Petula Clark nel 1962.

## La canzone
Il brano arrivò alla posizione numero uno in Francia ed alla ottava in Belgio, e riuscì ad ottenere il disco d'oro.

## Le versioni in altre lingue
La versione di Chariot registrata in italiano (con il testo scritto da Gaspare Gabriele Abbate e Bruno Pallesi) con il titolo Sul mio carro arriva in quarta posizione in Italia, mentre in tedesco, con il nome di Cheerio e cantata dalla stessa Clark, si attesta in sesta posizione in Germania. In Italia fu anche maggior successo discografico di Betty Curtis nel 1963.
La canzone fu registrata in lingua inglese con il titolo I WIll Follow Him da Little Peggy March e pubblicata dalla RCA nel 1963. Anche questa versione del brano guadagnò una notevole popolarità riuscendo ad arrivare alla prima posizione della Billboard Hot 100, e rendendo la March, all'epoca quindicenne, la più giovane cantante ad essere mai arrivata al primo posto. Un'altra versione del brano in versione dance fu registrata dalla cantante olandese Claudia Barry e raggiunse la prima posizione della classifica dei singoli belgi e quella olandese nel 1982.

## Omaggi e citazioni
La canzone fu inserita nella colonna sonora del film Sister Act del 1992 in un nuovo arrangiamento gospel e cantata dal coro di suore protagoniste del film.
Nel film Due del 2019, è la canzone preferita delle due protagoniste.
Nel 1982 il trio comico norvegese KLM cantò un remake del brano intitolato Torsken Kommer ("Arriva il merluzzo bianco").